# Ceryx cherra
Ceryx cherra är en fjärilsart som beskrevs av Moore 1879. Ceryx cherra ingår i släktet Ceryx och familjen björnspinnare. Inga underarter finns listade i Catalogue of Life.